# Dżaddil
Dżaddil (arab. جدل) – miejscowość w Syrii, w muhafazie Dara. W 2004 roku liczyła 1508 mieszkańców.